# Veneneia

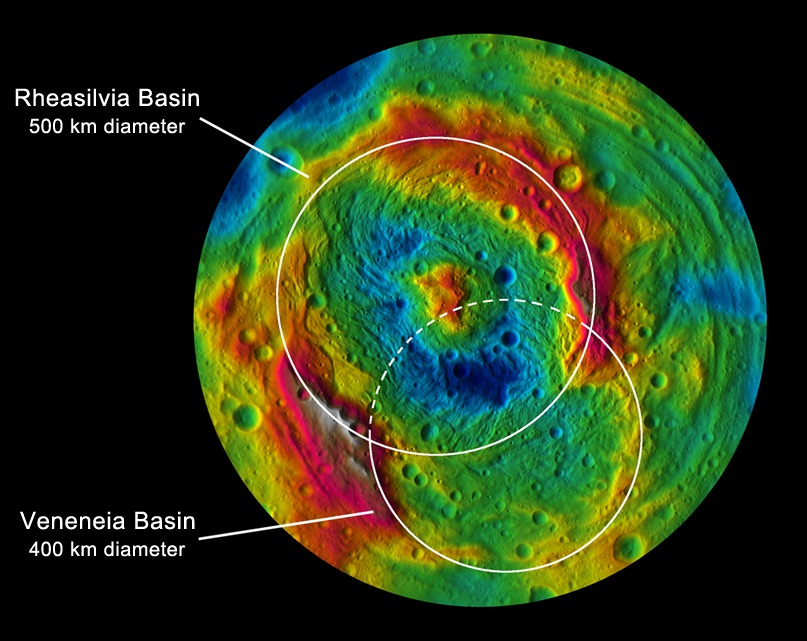
Rheasilvias kontur, with Veneneias delvis utplånade kontur skönjbar.

Veneneia är den nästa största kratern på asteroiden 4 Vesta, vid latitud 52°S. Med sina 395 km i diameter mäter den 70 procent av asteroidens ekvatorialdiameter, och är en av de största kratrarna i solsystemet. Kratern är åtminstone 2 miljarder år gammal och har delvis utplånats av den yngre och ännu större kratern Rheasilvia.
Veneneia upptäcktes 2011 av rymdsonden Dawn. Den är uppkallad efter Venēneia, en av de ursprungliga vestalerna.